# L'Empereur partit, les généraux restèrent
L'Empereur partit, les généraux restèrent (titre original : Der Kaiser ging, die Generäle blieben, ein deutscher Roman) est un roman de l'écrivain allemand Theodor Plievier, paru en 1932 aux éditions Malik.
Il fait suite au roman Les Galériens de l'empereur, roman de la marine de guerre allemande (Des Kaisers Kulis, Roman der deutschen Kriegsflotte) dédié par l’auteur aux matelots Albin Köbis et Max Reichpietsch fusillés après la révolte de la flotte en 1917.

## Le roman
Publié un an avant la nomination d’Hitler à la chancellerie, ce roman vif et documenté s’adresse à la jeunesse allemande déboussolée par la crise dans laquelle s’est enfoncée la République de Weimar. Alors que la social-démocratie se présente en rempart contre l’hitlérisme, L'Empereur partit, les généraux restèrent ambitionne de rappeler comment celle-ci a remis en selle les pères du nazisme par haine de la révolution, en novembre 1918.

## Résumé

### Chapitre 1
Dès le début du récit, on entre dans l’univers très particulier voulu par Plievier où se mélangent, sans presque jamais se rencontrer, des personnages anonymes et des personnalités historiques. Pendant que sur le front ouest le soldat Max Müller se fait écraser par un tank, le nouveau chancelier Max de Bade prend conscience de l’effondrement du militarisme prussien.

### Chapitre 2
Le second chapitre, nourri des souvenirs douloureux de l’auteur, évoque le quotidien misérable des ouvriers berlinois, en déroulant le martyre de la femme du soldat Müller. En parallèle, le lecteur observe les préparatifs secrets des Délégués révolutionnaires en vue de l’insurrection.

### Chapitre 3
Le troisième chapitre nous plonge dans la révolte des matelots de la Marine de guerre et illustre par de nombreux détails les efforts du dirigeant social-démocrate Gustav Noske pour se porter à la tête d’une révolution qu’il veut étouffer à tout prix tout en s’assurant du soutien de l’État-major et du gouvernement impérial.

### Chapitre 4
Le quatrième chapitre décrit une Allemagne sur laquelle s’étend la grève générale et relate la montée à Berlin d’un groupe de matelots révoltés.

### Chapitre 5
Le cinquième chapitre décrit le paroxysme de la crise : alors qu’une immense foule sans chef envahit Berlin, l’empereur Guillaume II abdique et laisse au dirigeant social-démocrate Friedrich Ebert et au chef d’état-major Groener la voie libre pour leur pacte infernal.